# 플라텐지 공세
플라텐지 공세(독일어: Plattenseeoffensive) 또는 경칩 작전(독일어: Unternehmen „Frühlingserwachen“, 영어: Operation Spring Awakening)은 제2차 세계 대전 당시 독일군 최후의 공세작전이다. 헝가리 방면에서 이루어진 공세로서 "플라텐지"는 헝가리 벌러톤호의 독일어 이름이다.
1945년 3월 6일 극비리에 공세가 개시되어 벌러톤 호 근교에 공격을 가했다. 이 지역은 추축국이 사용할 수 있는 마지막 유전이 존재하는 곳이었다. 몇 달 전 실패한 아르덴 공세에 동원되었던 여러 부대들이 플라텐지 공세에 다시 동원되었는데, 제6SS기갑군 등이 대표적이다. 플라텐지 공세는 실패로 끝났다.